# Psykter

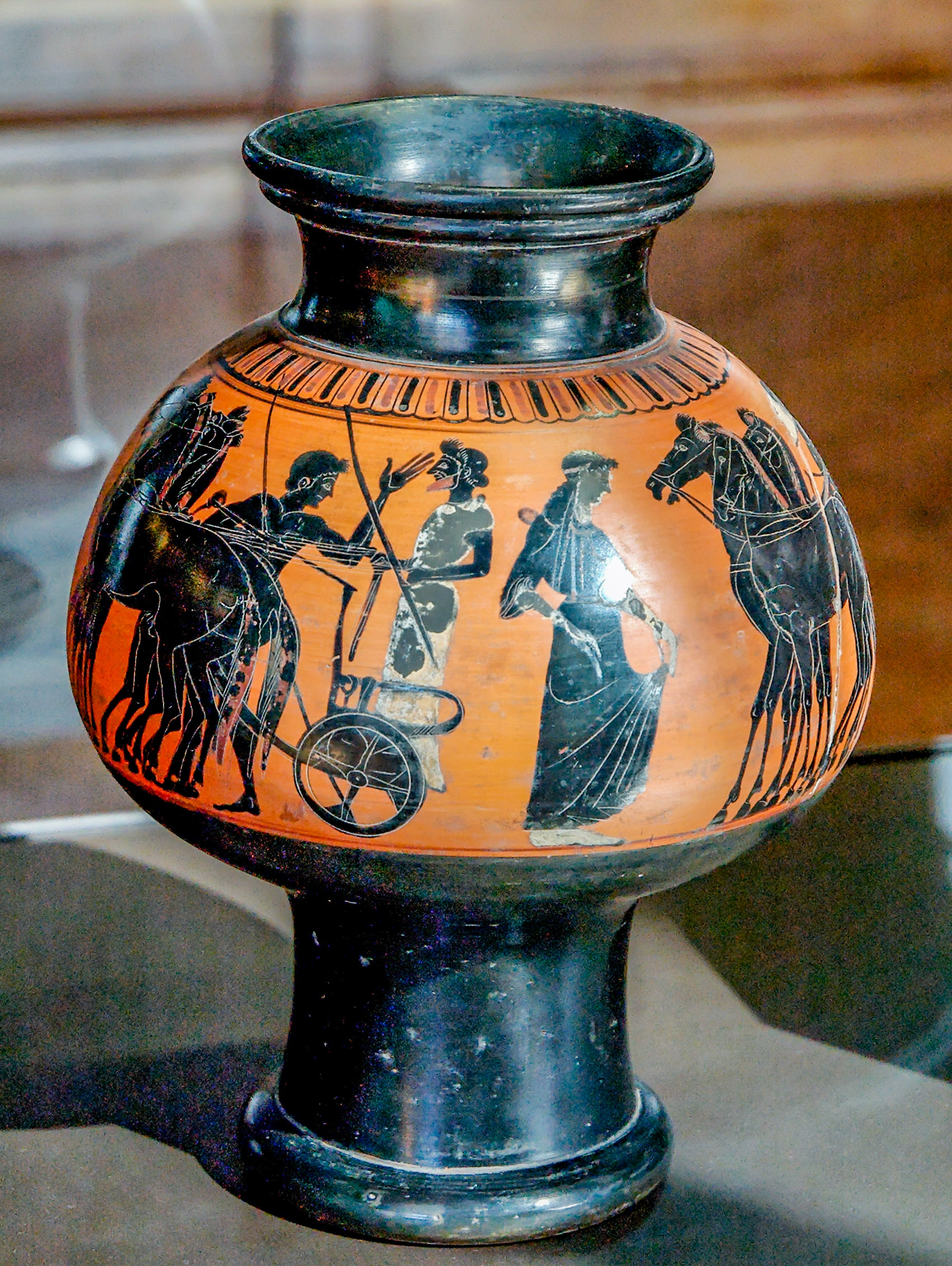
Psykter des Antimenes-Malers, letztes Viertel des 6. Jahrhunderts v. Chr.

Als Psykter (altgriechisch ψυκτήρ psyktḗr) bezeichnet man einen Gefäßtyp, der in attischen Werkstätten in der zweiten Hälfte des 6. Jh. v. Chr. zusammen mit dem Kelchkrater entwickelt wurde und in erster Linie beim Symposion Verwendung fand.
Der Psykter hat eine pilzähnliche Form sowie einen tiefen, zylindrischen und hohlen Fuß und wurde in einem Stück gefertigt. Er wurde zusammen mit dem Kelchkrater verwendet: Eines der beiden Gefäße enthielt zur Kühlung Schnee oder Eiswasser, im anderen befand sich der noch ungemischte Wein. Jedoch ist heute nicht ganz sicher, welches Gefäß den Wein und welches das Kühlmittel aufnahm. Vermutlich wurde der Psykter in den Krater eingesetzt und schwamm auf der Flüssigkeit. Auch bildliche Darstellungen in Vasenmalereien zeigen den Psykter meist im Krater, der offensichtlich die Kühlmasse enthielt, während aus ersterem Behälter der Wein geschöpft wurde. Allerdings gibt es auch Forscher, die eine umgekehrte Verwendung annehmen, obwohl diese den Kühleffekt verlangsamt hätte. Davon unabhängig konnte der Psykter aufgrund seines Standfußes auch eigenständig aufgestellt werden.
Die manchmal auch flachbauchigen Gefäße waren meistens henkellos. Es gab jedoch auch eine Variante mit zwei kleinen Griffen, durch die eine Kordel geführt wurde, mit der man den Psykter aus dem Krater heben konnte. Ausschließlich die Exemplare mit Griffen hatten außerdem einen Deckel. Die meisten Exemplare sind rotfigurig.
Die Bezeichnung Psykter stammt zwar aus der Antike, ist jedoch nicht im Zusammenhang mit diesem Gefäßtyp belegt. Diese Verbindung wurde erst durch die Forschung hergestellt, da sich der griechische Begriff ψυκτήρ wohl von dem Verb ψύχειν psýchein, deutsch ‚kühlen‘, herleitet.